# Grupo Nzinga
Grupo Nzinga de Capoeira Angola é um grupo de capoeira fundado em 1995.
Além do desenvolvimento da prática da capoeira por seus membros, o Nzinga adotou a missão institucional de lutar contra o racismo e o sexismo. Influenciado pela figura de Mestre Pastinha, como outros grupos de capoeira angola, homenageia em seu nome a rainha guerreira Nzinga, que governou os reinos de Ndongo e Matamba (sudoeste da África) no século XVII. A escolha representa uma vinculação com a tradição africana e com a luta pelos direitos da mulher.
Foi criado pelas mestras Janja e Paulinha e pelo mestre Poloca, que na época moravam em São Paulo. Entre 2001 e 2002,  Poloca e Paulinha voltaram para Salvador, onde estabeleceram uma representação do Nzinga. Quando Janja também retornou para a capital baiana, em 2005, a sede do grupo passou a ocupar o Alto da Sereia. Ao longo dos anos, foi expandindo suas atividades, promovendo Maratonas Culturais Afro-Brasileiras com programação composta por debates, oficinas, celebração e rodas de capoeira. Integrou-se com representantes do movimento hip hop, ONGs e educadores de Salvador. Ao mesmo tempo, os membros do grupo eram incentivados a expandir a pesquisa e a produção acadêmica sobre a capoeira, o que levou à criação do Instituto Nzinga de Estudos da Capoeira Angola e de Tradições Educativas Banto no Brasil e à edição da revista Toques de Angola, cujo primeiro número foi publicado em abril de 2003.
A Orquestra Nzinga de Berimbaus, formada em 1999, lançou em 2003 o CD Capoeira Angola.
Atualmente o Nzinga também tem núcleos em Brasília, Maputo (Moçambique), Cidade do México (México) e Marburg (Alemanha).
Em maio de 2013, os fundadores do grupo reconhecem o primeiro Mestre formado pelos fundamentos do Nzinga - Mestre Piter, e a partir desta data o grupo Nzinga passa a ter quatro Mestres coordenando seus trabalhos. [carece de fontes?]